# Theoderich von Abensberg
Theoderich von Abensberg, auch Dietrich und Theodorich († 5. November 1383) war 36. Bischof von Regensburg und Fürstbischof des Hochstiftes Regensburg von 1381 bis 1383.
Theoderich von Abensberg stammte als Sohn von Graf Ulrich III. aus dem Grafengeschlecht der von Abensberg. Er erscheint nach 1360 als Pfarrer von Gaubitsch. Es gelang ihm, die finanziellen Mittel aufzubringen, um diverse Pfandschaften auszulösen, darunter auch Donaustauf. 1382 setzte er Abt Ruger von Weltenburg im Kloster Prüfening ein, welches sich in einem verwahrlosten Zustand befand.
Für die Auslösung der Burg Donaustauf setzte er auch privates Vermögen ein und weigerte sich daher, die Burg ohne Zugeständnisse dem Domkapitel oder dem Hochstift zu vererben. Die Domherren weigerten sich ihrerseits, ihn am Sterbebett zu besuchen oder einen Trauergottesdienst für ihn abzuhalten. Seine Grabplatte befand sich ursprünglich hinter dem Hochaltar im Regensburger Dom.